# Hugo Zigerli
Hugo Zigerli (* 25. Februar 1960 in Biel) ist ein ehemaliger Schweizer Eishockeyspieler. Sein Sohn Manuel Zigerli war ebenfalls professioneller Eishockeyspieler.

## Karriere
Der gebürtige Bieler Hugo Zigerli spielte ab der Saison 1978/79 für den EHC Biel in der Nationalliga A. Gemeinsam mit Spielern wie Olivier Anken, Serge Martel und Richmond Gosselin wurde 1981 der zweite Meistertitel der Vereinsgeschichte errungen. 1983 gewann Zigerli einen weiteren Schweizer Meistertitel mit den Bielern.
Nachdem er die Saison 1983/84 beim HC La Chaux-de-Fonds in der zweitklassigen Nationalliga B verbracht hatte, folgte die Rückkehr nach Biel. Dort stand der Verteidiger bis 1989 unter Vertrag; im Anschluss trat Zigerli als Spieler nicht mehr im professionellen Bereich in Erscheinung. Es folgten Engagements bei den Amateurvereinen HC Neuchâtel Young Sprinters, HC Moutier und HC Tramelan.
Nach seiner aktiven Karriere kehrte er nach Biel zurück und wurde dort als Nachwuchstrainer tätig.

## Erfolge und Auszeichnungen
- 1981 Schweizer Meister mit dem EHC Biel
- 1983 Schweizer Meister mit dem EHC Biel